# タイタンの妖女
『タイタンの妖女』（タイタンのようじょ、The Sirens of Titan）は、1959年に出版されたカート・ヴォネガットのSF小説。2冊目の小説にあたり、自由意志、全能、人類の歴史全体の目的といった問題を扱っている。1973年、星雲賞長編部門を授賞。

## あらすじ
主人公のマラカイ・コンスタントは、カリフォルニア州ハリウッド生まれの22世紀のアメリカの富豪である。大変な幸運の持ち主で、彼はそれを父親の財産を殖やすことに使ったが、他には彼の人生で大したことはしていない。彼は、地球から火星へ旅し、記憶を消され、火星軍の一兵士として地球との惑星間戦争の準備をする。しかし出陣の際に水星へむかってしまい、そこで3年間を過ごした後、地球に戻って神の不興のしるしとしてさらし者になり、最後には、土星の衛星タイタンで彼の幸運に責任を持つウィンストン・ナイルス・ラムフォードと会う。
ラムフォード自身はニューイングランドの裕福な家系の出で、個人用の宇宙船を建造するほどの富を持ち、宇宙探検家となる。地球と火星の間を旅している時に、ラムフォードとその飼い犬のカザックを載せた宇宙船は「時間等曲率漏斗」（クロノ・シンクラスティック・インファンディブラム）として知られる現象に飛び込み、ラムフォードとカザックは量子力学において波が有する確率と同様な「波動現象」になる。彼らは、太陽からベテルギウスに至る螺旋に沿って存在し、地球のような惑星がその螺旋を横切ると、一時的にその惑星で実体化する。
漏斗に入った時に、ラムフォードは過去と未来を知るようになった。小説を通じて、彼は未来を予言する。そして、わざと嘘を言っているのでない限り、その予言は必ず真実となる。
このような状態に置かれたラムフォードは、火星人による侵略後の地球を団結させるために「徹底的に無関心な神の教会」を創立する。また、様々な惑星で実体化し、火星人の侵略を煽動する。彼は、拡散したイメージではなく、実体のある人間として存在することができる唯一の場所であるタイタンで、故障した宇宙船を修理するために小さな金属部品を求めているトラルファマドール星（『スローターハウス5』をはじめとするヴォネガットの他の小説にも登場する）からの探検者、サロと友人になる。
トラルファマドール星人の探検者、サロは、実は何千年も前にトラルファマドール星から遠く離れた銀河へのメッセージを届けるために作られたロボットで、その宇宙船は「そうなろうとする万有意志」 (Universal Will to Become, UWTB) で推進する。
サロは、宇宙船の小さな部品が壊れたため、太陽系タイタンで足止めされている。彼はトラルファマドール星に助けを求め、仲間のトラルファマドール星人は、地球人類の文明が交換部品を製造することができるように、人類の歴史を操作する。ストーンヘンジや万里の長城やクレムリンはすべて、トラルファマドール星人の幾何学的な言語で、彼らの進捗状況をサロに知らせるためのメッセージである。
交換部品はひとつの角が丸められ、2つ小穴があけられた小さな金属片だと分かる。それを届けるために人間の歴史が操作されてしまったトラルファマドール星のメッセージは、点がひとつ。トラルファマドール語で「よろしく」という意味だった。
金属片はコンスタントとその息子のクロノ（ラムフォードの元妻との間に生まれた）によってサロの元へ届けられる。そのとき太陽黒点がラムフォードの螺旋を乱し、彼とその飼い犬カザックは別々に広大な宇宙のどこかへと送られる。その直前にラムフォードとサロとの間で行われていた口論は、ラムフォードが消えたため未解決になり、取り乱したサロは自分を分解してしまい、コンスタントとクロノはタイタンに取り残される。クロノはタイタンの鳥と一緒に生活することを選ぶ。32年後、クロノの母は亡くなり、コンスタントはサロをどうにか再び組み立てる。
サロはコンスタントを地球のインディアナ州インディアナポリスに還し、コンスタントはそこで死を迎える。

## 解説
タイトルは、サロがタイタンの泥炭を彫刻した像に由来する。この像は3人の美しい女性の姿をしており、ラムフォードの水泳プールに沈められた。コンスタントはこれをタバコの宣伝のデザインに使い、あからさまな商業主義によってその恐ろしいほどの美しさをけがそうとした。
この本はヴォネガットの後の著作の基本的な要素をすべて含んでいるのではないかと言われることがある。例えば、ラムフォードの過去、現在、未来を見通す力は、『スローターハウス5』でビリー・ピルグリムが時の中に解き放たれるのと似ている。

## 日本語訳
- タイタンの妖女 （1972年 浅倉久志訳 早川書房・ハヤカワ・SF・シリーズ3287）
- タイタンの妖女 （1977年 浅倉久志訳 早川書房・ハヤカワ文庫SF262 ISBN 978-4150102623 ）
- タイタンの妖女 （2009年 浅倉久志訳 早川書房・ハヤカワ文庫SF1700 ISBN 978-4150117009 ）表紙イラストは和田誠、解説は太田光。

## 文化的影響
- スコットランド出身のシンガーソングライター、アル・スチュワートのアルバム『Modern Times』に「Sirens of Titan」という曲が収録されている。
- 爆笑問題の所属事務所である「タイタン」は、太田光がヴォネガットを尊敬していることから、代表作である当作品より名づけられた。なお、日本語訳2009年版に太田が解説を寄せている。
- 平沢進率いるテクノポップ・バンドP-MODELのアルバム『big body』に「時間等曲率漏斗館へようこそ」、『ONE PATTERN』に「ハーモニウム」という曲が収録されている。
- セント・ギガ開局にあたり、本作のハーモニウムのメッセージにヒントを得たステーションコールが採用されている。